# Zemfira
泽姆菲拉·塔尔加托夫娜·拉马扎诺娃（羅馬化：Zemfira Talgatovna Ramazanova,1976年8月26日—），是擁有巴什基爾人和韃靼族血統的俄羅斯女唱作人，也是Zemfira樂團的團長和主唱，Zemfira樂團是俄羅斯流行搖滾樂團，其名字則取自它的團長（從以前的Semfira修改到Zemfira）。

## 生平
她出生於烏法一個小康家庭，媽媽是醫生，爸爸是歷史老師。她四歲的時候就對音樂有興趣，五歲時進入烏法的音樂學校學習鋼琴和聲樂，在學校的童聲合唱團裏以天生對音准很好的控制能力擔任領唱。她七歲的時候寫下了她的第一首歌，後來她的哥哥Ramil指引她接觸了搖滾樂，讓她發現，聽黑色安息日、Nazareth樂團和皇后樂隊的音樂，彈吉他才是她的真正興趣所在。
1990年代她在俄羅斯越來越有名氣。本來她是俄羅斯青少年籃球隊的隊長，後來加入過多支不同的搖滾樂團。1996年她開始了自己的單飛生涯，她的第一張個人專輯《Zemfira》在1998年發行，之後她每隔一到兩年會發行一張專輯，一直持續到現在。

## 作品

### 錄音室專輯
- 澤姆菲拉（英语：Zemfira (album)）（1999）